# Grundkäfer
Die Grundkäfer (Omophron) sind die einzige Gattung innerhalb der Laufkäfer-Unterfamilie Omophroninae. Wegen ihrer von den übrigen Laufkäfern stark abweichenden Merkmale wurde diese Unterfamilie früher von einigen Autoren als eigene Familie aufgefasst. Weltweit sind 60 Arten bekannt, die in zwei Untergattungen (Omophron und Phrator) geteilt werden. Sie sind in der Holarktis, Orientalis, Afrotropis und auch in Mittelamerika verbreitet. In Europa kommen zwei Arten vor.

## Merkmale

### Käfer
Die Grundkäfer haben einen ovalen bis fast kreisförmigen Körperumriss. Der Körper selbst ist halbkugelförmig aufgewölbt. Ihre Fühler und Beine sind lang und schlank. Sie haben eine blasse Grundfarbe und eine ungewöhnliche bunte Musterung, die dunkel und häufig metallisch glänzend ist. Der Kopf ist kurz. Die Deckflügel tragen je 14 bis 15 Längsrillen, haben jedoch keine kürze Rille an der Flügeldeckennaht. Die häutigen Flüge (Alae) sind gut entwickelt.

### Larven
Die Larven sind an eine Lebensweise im Erdboden angepasst. Ihr Körper verjüngt sich nach vorne. Die Kopfkapsel ist verhältnismäßig groß und keilförmig. Die Punktaugen (Ocelli) sind groß. Die Mandibeln haben eine einzelne Schneidkante. Der Prothorax ist basal breit und verschmälert sich zum Kopf. Die Beine sind verhältnismäßig lang, die Schienen (Tibien) sind verkürzt. Schenkelring (Trochanter), Schenkel (Femora) und Schienen (Tibien) haben an der Spitze Büschel mit kurzen Haaren. Die Hinterleibssegmente tragen zahlreiche lange Haare.

## Lebensweise und Vorkommen
Sämtliche Arten sind wasserliebend und leben nur in unmittelbarer Nähe von Gewässern. Die Imagines sind nachtaktiv und sehr schnelle Jäger. Wie auch die Larven verbergen sie sich tagsüber in selbstgegrabenen Hohlräumen in Sand oder Lehm.

## Arten (Auswahl)
Innerhalb der einzelnen Arten kommt es oft zu einer großen Variabilität der Zeichnung auf den Deckflügeln. Dies führte manchmal zu unterschiedlichen Auffassungen über die Abgrenzung einzelner Arten und Unterarten. Derzeit sind rund 67 Arten beschrieben. Die Gattung wird in die Untergattungen Omophron (sensu stricto) und Phrator geteilt, bei einigen Autoren wird Phrator als eigene Gattung angesehen. In der Westpaläarktis, unter Einschluss Europas, leben zwei Arten
Untergattung Omophron (Omophron) Latreille, 1802:
- Grüngestreifter Grundkäfer (Omophron limbatum Fabricius, 1777) (Europa bis Zentralasien)

Untergattung Phrator Semenov, 1922
- Omophron variegatum Olivier, 1811 mit vier Unterarten[5][6], davon 2 in Europa
  - Omophron variegatum variegatum Olivier, 1811 (Spanien, Portugal)
  - Omophron variegatum sardoum Reitter, 1907 (Italien (Sardinien))

## Belege